# 東京シティエアターミナル

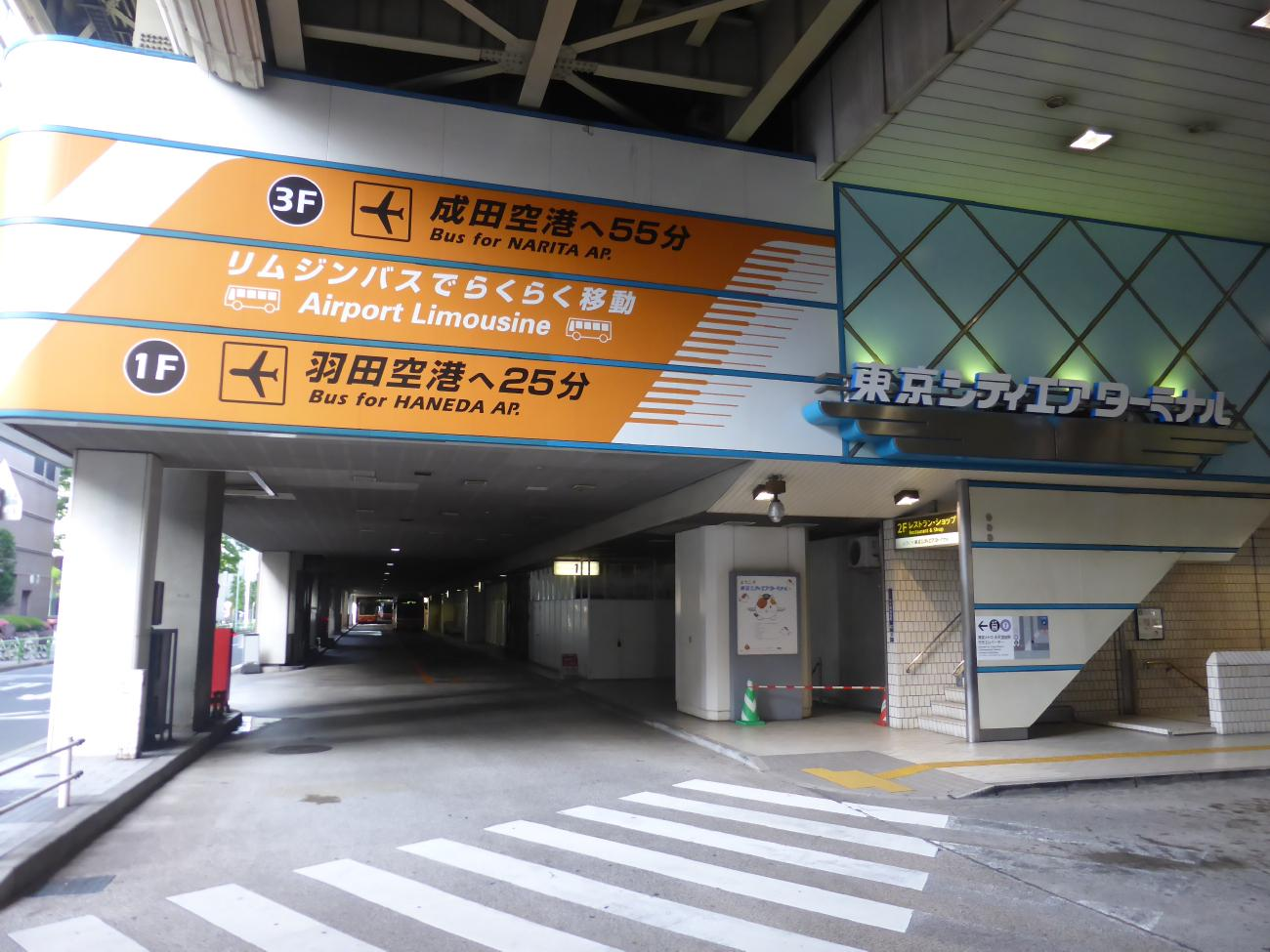
1Fの羽田空港行きバス出口

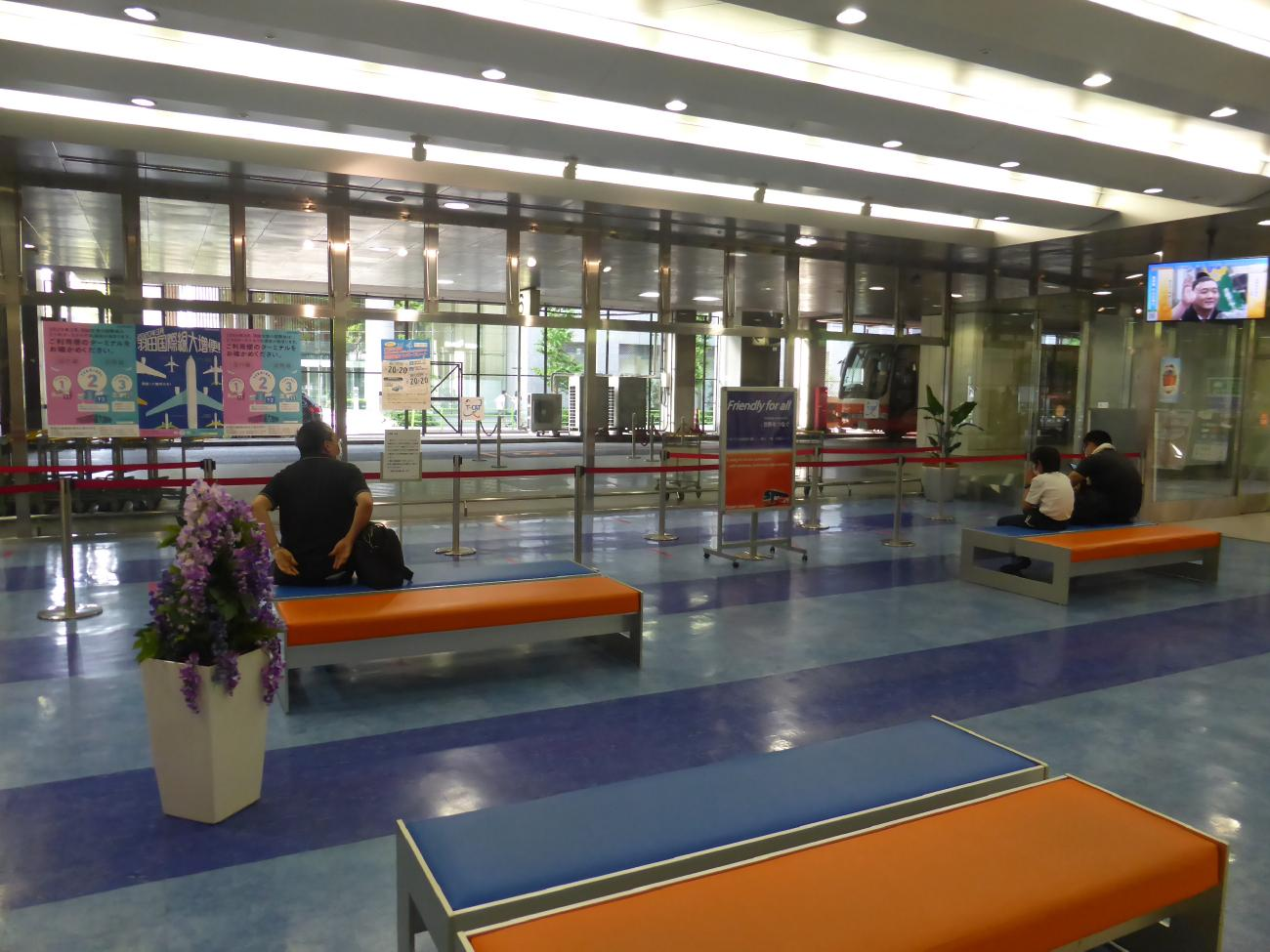
1F羽田空港行き出発ロビー

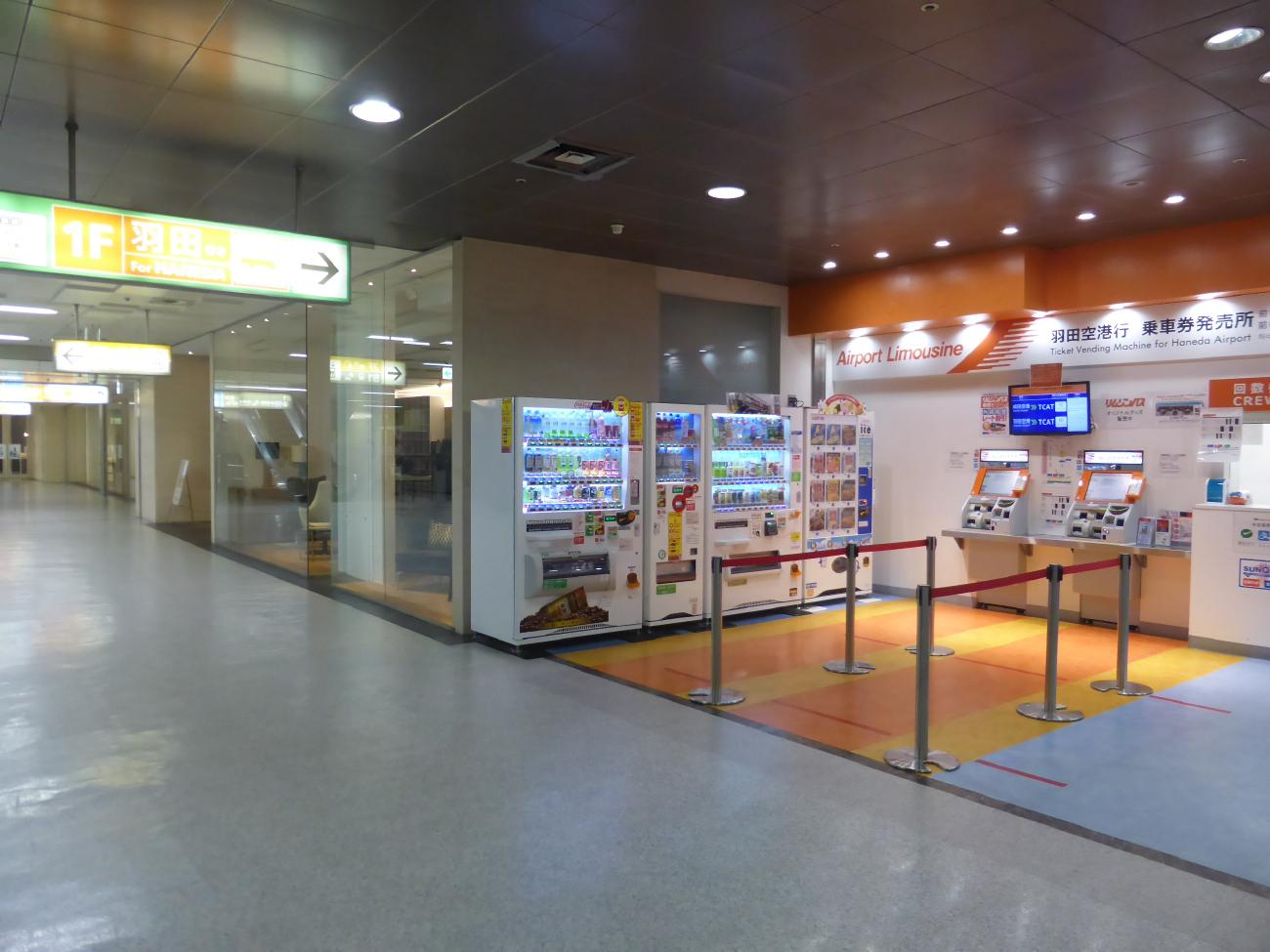
羽田空港乗車券発売所

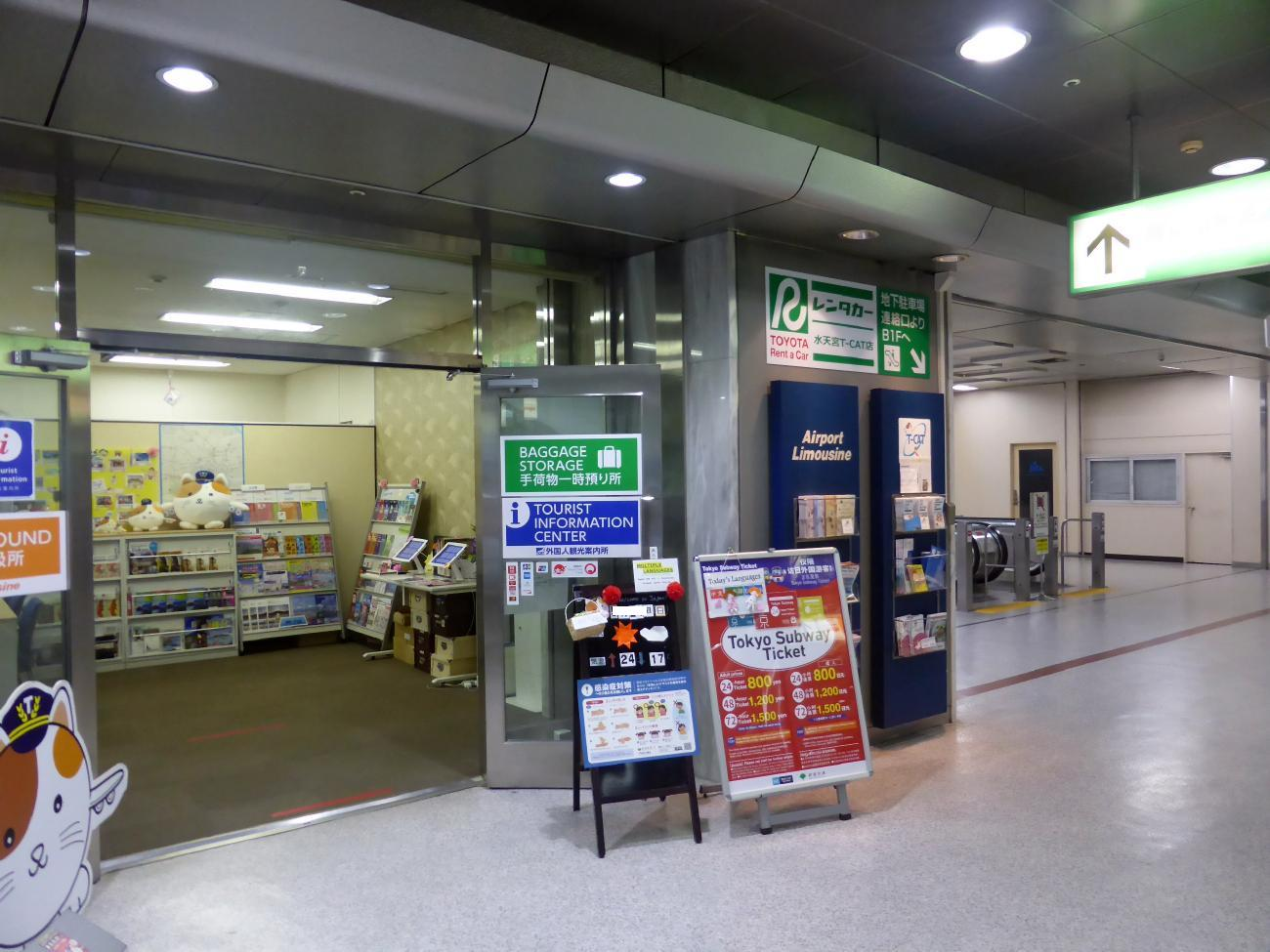
1Fの外国人案内所と手荷物預け所

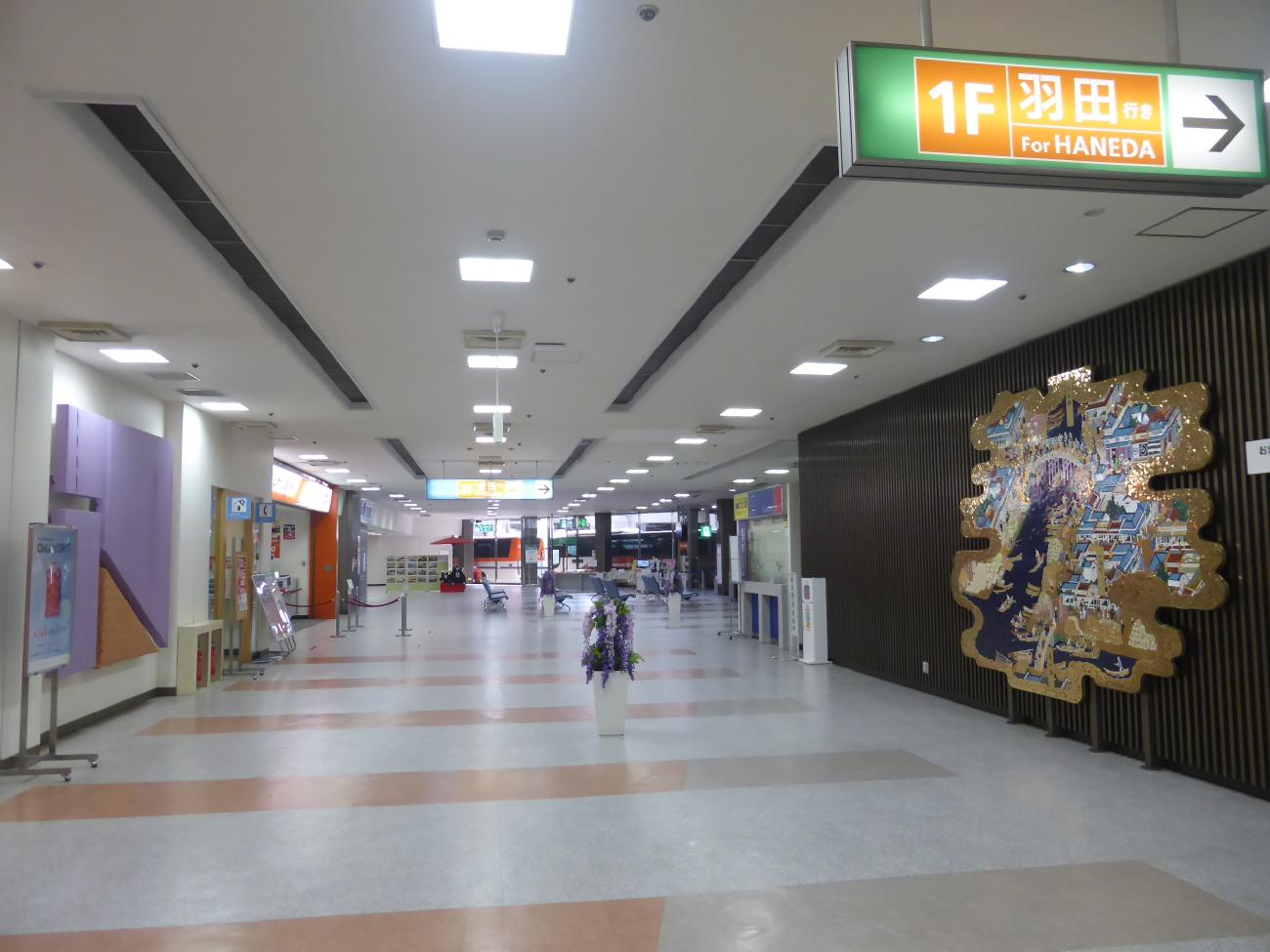
3F成田空港行き出発ロビー

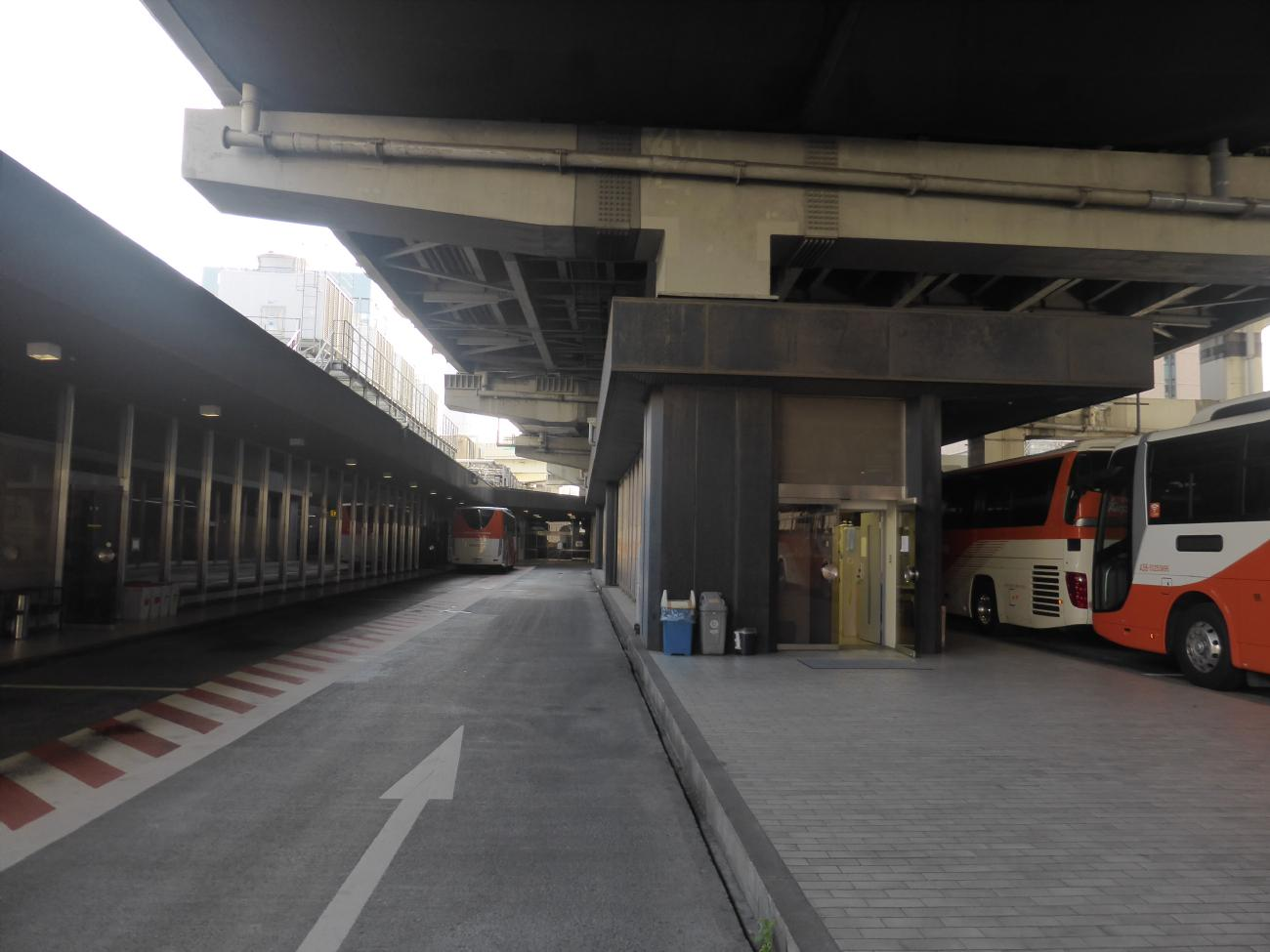
箱崎ロータリー中央部は成田空港行きリムジンバス発着場

東京シティエアターミナル（とうきょうシティエアターミナル）は、東京都中央区日本橋箱崎町42番1号にあるバスターミナルである。略称はT-CAT（ティーキャット）。都市計画法に基づく都市計画事業での施設（都市施設）名称は「東京都市計画自動車ターミナル第5号箱崎バスターミナル」である。
運営会社である東京シティ・エアターミナル株式会社の主な株主は、日本空港ビルデング、日本航空、京浜急行電鉄、三菱地所、京成電鉄、東武鉄道である。

## 概要
東京シティエアターミナルは、東京国際空港（羽田空港）へのバスターミナルとして1972年（昭和47年）7月1日に開業した。1978年（昭和53年）に新東京国際空港（現・成田国際空港）の開業にあわせ、東京都区部から世界への出入り口の一端を担うようになり、以来ターミナルで日本航空やユナイテッド航空、エールフランス航空などの主な航空会社の搭乗手続きや出国審査の手続きが可能であった。
しかし2001年（平成13年）9月11日のアメリカ同時多発テロ事件発生直後、アメリカ連邦航空局（FAA）の通達により北米線の搭乗手続が出発空港以外ではできなくなり、搭乗手続が必要なため出国手続もできなくなった。北米以外の路線ではカウンター業務が継続されたが、各航空会社や入国管理局のセキュリティ強化により、2002年（平成14年）7月15日に出国審査業務が終了し、同年12月31日で日本航空のカウンター業務廃止により、搭乗手続業務はすべて終了した。
現在は東京空港交通のバスターミナルとして機能している。廃止された搭乗手続きカウンター跡には、各種店舗やレストランなどが入居し、専門店街となっている。
東京メトロ半蔵門線水天宮前駅と直結しているなどアクセスも良いほか、ロイヤルパークホテルと渡り廊下で接続されているという利便性を活かし、バスターミナル機能以外に貸会議室の運営も行っている。また、空港に準ずる設備が備わっていることから、テレビドラマ等で「空港」のシーンとしてロケーション撮影に使われることも多い。
1960年代、東京シティエアターミナル構想の存在は警視庁に伝えられておらず、建設が進んでからその存在を知ることとなった。警察側の懸念はターミナルに集まるタクシーや成田空港間との直行バスで、ただでさえ交通が集中して大渋滞が予測されていた箱崎ジャンクション周辺の道路がマヒしかねないというものであったが、1970年（昭和45年）時点ではハードによる対応はすでに不可能であり、一般道に一方通行規制を設定するなどの対応しか取ることができなかった。
なお、東京シティエアターミナルの略称T-CATと酷似していたTACT（タクト）は、東京エアカーゴシティターミナルの通称であった。

## 歴史
- 1966年（昭和41年）7月4日 - 新東京国際空港（成田空港）が千葉県成田市に建設されることが決定。
- 1968年（昭和43年）7月 - 箱崎ジャンクションの都市計画変更、シティエアターミナル建設決定。
- 1969年（昭和44年）3月1日 - 東京シティエアターミナル株式会社設立。
- 1972年（昭和47年）7月1日 - 東京シティエアターミナル開業。
- 1978年（昭和53年）5月20日 - 新東京国際空港開港。
- 1978年（昭和53年）8月2日 - 成田空港建設に反対する過激派が、東京シティエアターミナルに火炎車を突入させる（三里塚闘争を参照）。
- 1990年（平成2年）11月28日 - 営団地下鉄（現：東京地下鉄）半蔵門線の水天宮前駅が開業。東京シティエアターミナルと直結する。
- 2002年（平成14年）7月15日 - 出国審査業務終了。
- 2002年（平成14年）12月31日 - 搭乗手続業務終了。

## 搭乗手続業務・出国審査業務
2002年まで本施設で搭乗手続業務・出国審査業務を実施していた際は、以下のようなフロア運用を行っていた。
- 1階：航空会社搭乗手続カウンター
- 2階：バスチケットカウンター・外貨両替所
- 3階：出国審査場・バス乗り場

搭乗手続を実施していたのは一部の航空会社であった。手荷物もここでチェックインすることができた。
1階で搭乗手続を済ませてT-CATから東京空港交通のリムジンバスを利用する場合、2階のバスチケットカウンターで乗車券発券時に航空会社・便名・座席番号が登録（乗車券にも印字）され、搭乗手続済み旅客がどのバスに乗っているかを把握し、バス遅延などによる航空機への乗り遅れ防止を図っていた。リムジンバスは搭乗手続済み旅客専用便と一般便が設定されていた（運賃は同一）。なお、搭乗手続き済み旅客と同行（バス乗車券同時発券）する場合に限り、送迎客も搭乗手続済み旅客専用便を利用することができた。
2階から3階に上がる階段・エスカレーターの直前にゲートがあり、バス乗車券を持たない者は入場券を購入しないと3階に入ることができなかった。
3階で出国審査を受けるためには搭乗券が必要であり、T-CATでの搭乗手続が必要であった。T-CATでの出国審査では他所と同様に旅券に出国証印が押印されるほか、旅券にT-CATでの出国審査済みを示す「赤い栞のような厚紙」が挟み込まれ、成田国際空港の出国審査場では職員専用通路で「赤い栞のような厚紙」を渡すだけであった。このため、成田国際空港の出国審査場が混雑していても順番待ちをする必要はなかった。T-CATでの出国審査でパスポートに押印される出国証印は「NARITA」と表記されていた。
2021年以降、3階は成田空港行き路線ののりば変更に伴い閉鎖されているが、それを逆に利用し休止中のバス案内カウンターや売店などを活用した商業撮影が終日可能となっており、前述の通りテレビドラマや映画等のロケで使われることがある。

## 併設設備
店舗の営業時間などの詳細は、T-CAT公式サイト「フロアガイド」を参照。
施設
- 観光案内所
- 手荷物一時預り所
- コインロッカー
- トラベレックスT-CAT店（外貨両替）
- T-CATホール（貸会議室）
- オープンスペース（無料待合室）
- イベントスペース

店舗・レストラン
- セブン-イレブン日本橋T-CAT店
- キャンドゥ東京シティエアターミナル店
- トヨタレンタカー水天宮T-CAT店
- 東京シティターミナル内郵便局
- カフェ・ド・クリエT-CAT店
- 中華料理「龍鳳」
- 福しん水天宮前T-CAT店
- マクドナルド水天宮前T-CAT店
- すなだどんどん 箱崎T-CAT店

ほか、飲食店が多数入居する。
過去の施設
- シントク箱崎店 - かつて存在した家電量販店。T-CAT内に出店していた。
- ドラッグイレブンT-CAT店 - 2022年3月15日19時をもって閉店。

## バス路線

### ターミナル内発着路線

#### 現行路線
- 東京空港交通（リムジンバス）
  - 東京国際空港（羽田空港）方面：1階バスのりばより（羽田空港からの到着も同じ場所）
  - 成田国際空港方面：3階バスのりばより（成田国際空港から到着時は上記と同じ1階バスのりばに停車）※2021年6月16日から当分の間、発着ともに1階バスのりばへ変更。
- メトロリンク日本橋（無料巡回バス、日の丸自動車興業による運行）
  - Eライン：東京駅八重洲口 - 浜町二丁目明治座前 - 茅場町・兜町東証前 - 東京駅八重洲口（循環）
    - 2019年8月1日より乗り入れ開始[3]。1階中央出入口前の「東京シティエアターミナル」停留所に発着する。

#### 過去の路線
- 東京空港交通
  - 東京駅八重洲南口方面：T-CATと東京駅の間を連絡。この区間のみの利用も可能であった。2008年9月11日運行分をもって廃止。
  - 臨海副都心方面：1階バスのりばより発着。2013年12月15日をもって乗車扱いを休止[4] し、羽田空港方面のバスに統合された（臨海副都心では降車できない）。

### ターミナル外発着路線
ターミナル外の近隣の停留所を発着するバス路線。

#### 現行路線
- 中央区コミュニティバス（江戸バス）
  - 北循環：中央区役所 - 東京駅八重洲北口 - 浜町駅 - 中央区役所（循環）
    - 土日祝ダイヤでの最寄り停留所は「蛎殻町二丁目（ロイヤルパークホテル）」（ロイヤルパークホテル正面車寄せ内・メトロリンク日本橋Eライン「地下鉄水天宮前駅」と同地点）。
    - 平日ダイヤでは前記の停留所を経由しないため、前後の「箱崎町（古樹軒前）」または「蛎殻町一丁目水天宮前駅」が最寄りとなる。

- 都営バス
  - 錦11：亀戸駅前・錦糸町駅前 - 築地駅前
    - 最寄り停留所は「浜町中の橋」（新大橋通り上）。

  - 秋26：葛西駅前 - 秋葉原駅前
    - 最寄り停留所は「清洲橋」（清洲橋通り上）。この他、秋葉原駅前行は前述の「浜町中の橋」にも停車する。

#### 過去の路線
- 都営バス
  - 東20乙：東京駅丸の内北口 - IBM箱崎ビル前
    - 最寄り停留所は「ロイヤルパークホテル前（箱崎シティターミナル前）」だった。2012年4月1日をもって廃止。最終運行日は同年3月30日。

  - 錦27：小岩駅 - 箱崎町
    - 最寄り停留所は起終点停留所である「箱崎町」だった。上記の東20乙系統の最寄り停留所と同じ場所に位置していたが停留所名は異なっていた。1996年9月7日をもって、両国駅 - 小岩駅間に短縮の上、京成バスとの共同運行中止。最終運行日は同年9月6日。

## バス以外のアクセス

### 鉄道
- 東京メトロ半蔵門線 水天宮前駅（直結）
- 東京メトロ日比谷線・都営地下鉄浅草線 人形町駅（徒歩7 - 8分）

### 自動車
- 首都高速道路 6号向島線・9号深川線 箱崎JCT（箱崎ロータリー）直結
- 一般道経由の場合、東京都道・千葉県道50号東京市川線（新大橋通り）の水天宮前交差点を隅田川大橋方面へ。

## 周辺施設
- 箱崎ジャンクション
- 箱崎パーキングエリア - T-CATに隣接するPA。T-CATから徒歩での移動は不可。
- 水天宮前駅